# Dysstroma singularia
Dysstroma singularia är en fjärilsart som beskrevs av Heydemann 1929. Dysstroma singularia ingår i släktet Dysstroma och familjen mätare. Inga underarter finns listade i Catalogue of Life.